# Sonate K. 118
La sonate K. 118 (F.77/L.122) en ré majeur est une œuvre pour clavier du compositeur italien Domenico Scarlatti.

## Présentation
La sonate K. 118 en ré majeur, notée Non presto, au déroulement régulier, prélude à la sonate suivante, avec laquelle elle forme une paire.

## Manuscrits
Le manuscrit principal est le numéro 21 du volume XV (Ms. 9771) de Venise (1749), copié pour Maria Barbara ; l'autre est Parme III 9 (Ms. A. G. 31408). Une copie figure dans le manuscrit de Lisbonne, ms. FCR/194.1, no 1 (1751–1752), et Saragosse, source 2, ms. B-2 Ms. 31, fos 35v-37r (c. 1756).

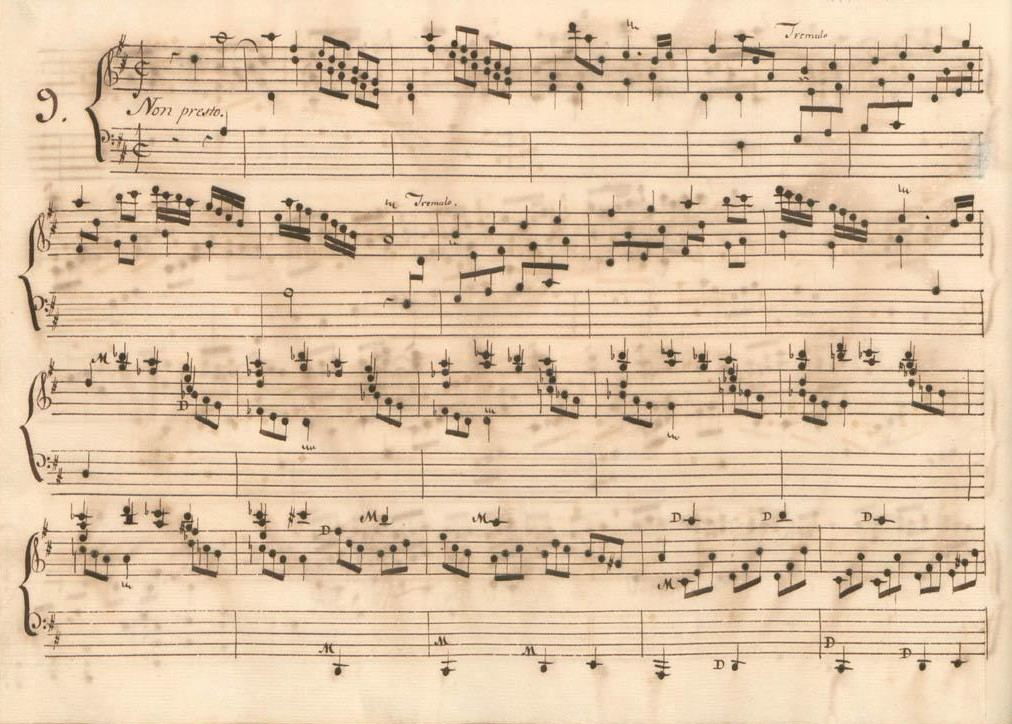
Parme III 9.
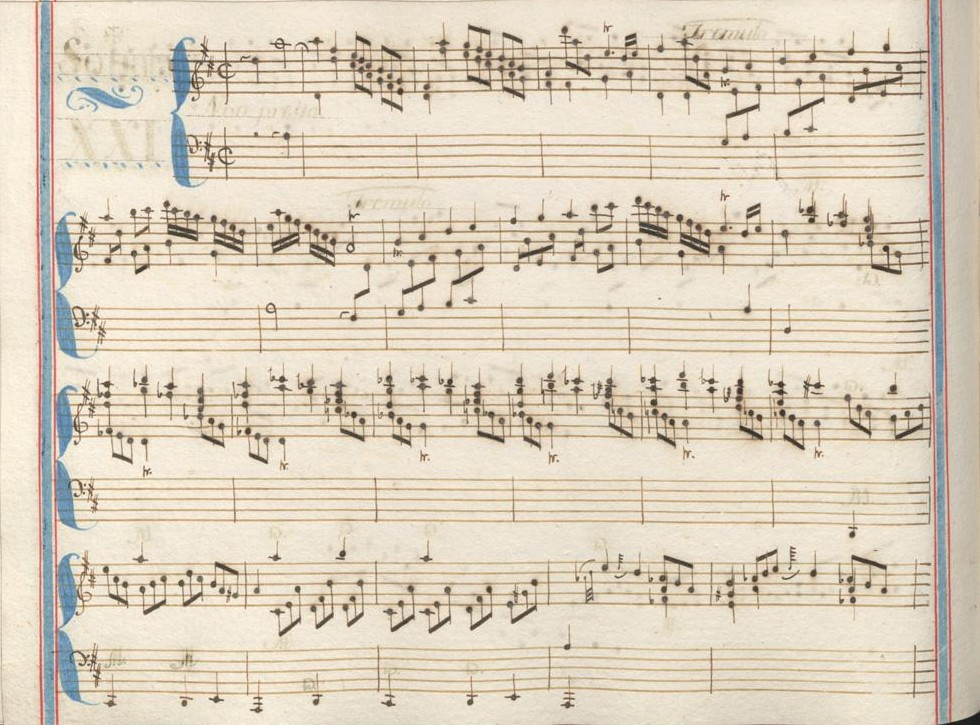
Venise XV 21.
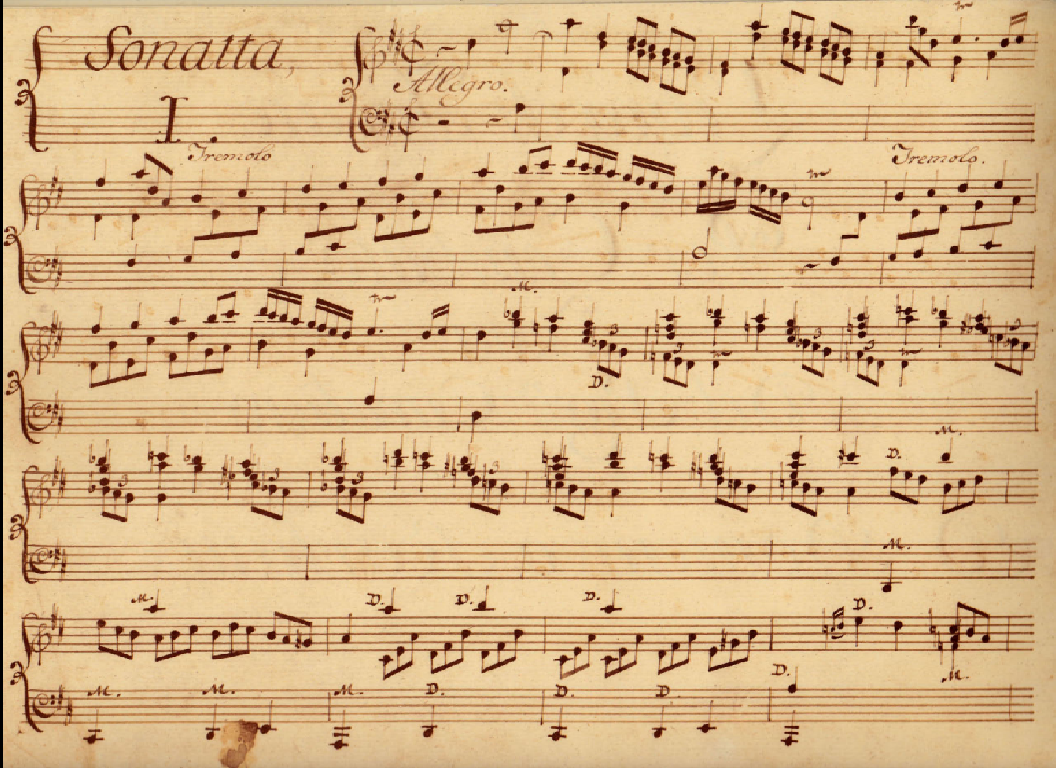
Lisbonne 1.
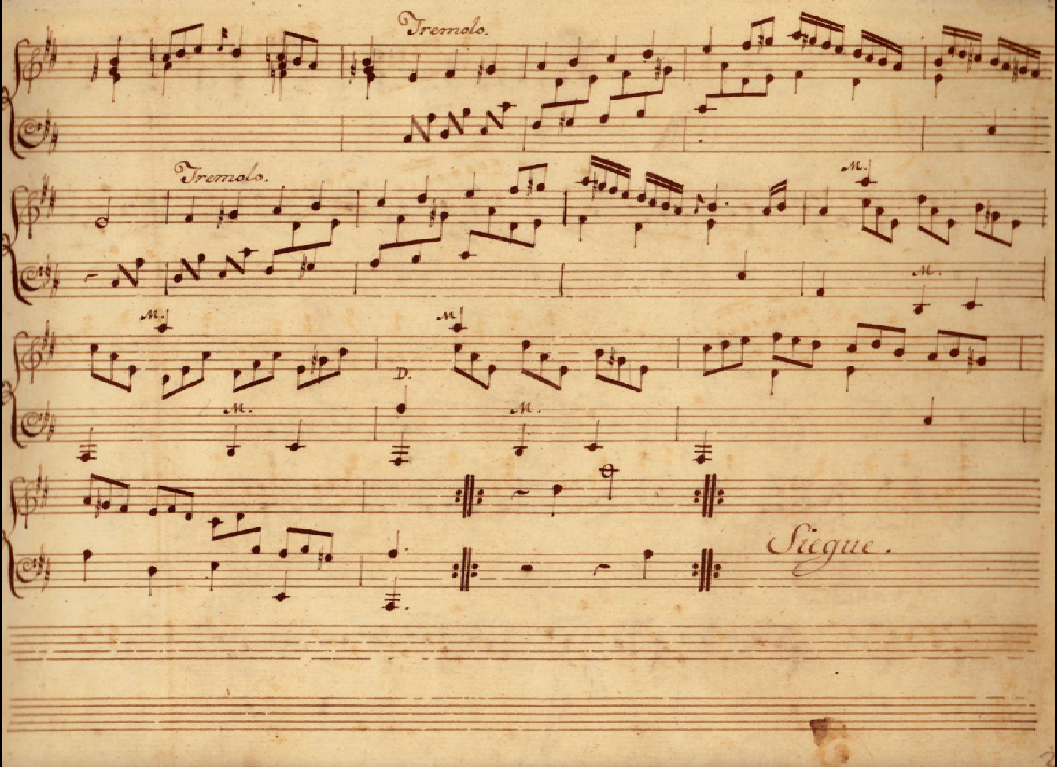
Lisbonne 1 (fin de la première section).

## Interprètes
La sonate K. 118 est défendue au piano, notamment par Christian Zacharias (1981, EMI), Sergei Babayan (1995, Piano Classics), Olivier Cavé (2008, Æon), Carlo Grante (2009, Music & Arts, vol. 2), Duanduan Hao (2015, Naxos, vol. 16), Federico Colli (2019, Chandos, vol. 2) et Margherita Torretta (14-16 avril 2019, Academy Productions) ; au clavecin par Scott Ross (1985, Erato), Andreas Staier (1991, DHM), Richard Lester (2005, Nimbus, vol. 6) et Pieter-Jan Belder (Brilliant Classics, vol. 3).
Au pianoforte, Linda Nicholson l'interprète sur un instrument de Denzil Wraight, 2015 d'après un Cristofori-Ferrini de 1730 (2015, Passacaille), avec sa compagne, la K. 119.

## Sources
: document utilisé comme source pour la rédaction de cet article.
- Ralph Kirkpatrick (trad. de l'anglais par Dennis Collins), Domenico Scarlatti, Paris, Lattès, coll. « Musique et Musiciens », 1982 (1re éd. 1953 (en)), 493 p. (ISBN 978-2-7096-0118-4, OCLC 954954205, BNF 34689181).
- Alain de Chambure, « Domenico Scarlatti : Intégrale des sonates — Scott Ross », Erato (2564-62092-2), 1985 (OCLC 891183737) .
- (es) Celestino Yáñez Navarro (thèse), Nuevas aportaciones para el estudio de las sonatas de Domenico Scarlatti. Los manuscritos del Archivo de Música de las Catedrales de Zaragoza, Université autonome de Barcelone, 2016 (lire en ligne)